# درن اندرتون
درن اندرتون (به انگلیسی: Darren Anderton) زادهٔ ۳ مارس ۱۹۷۲ بازیکن فوتبال اهل انگلستان بود که سابقهٔ بازی در تیم ملی فوتبال انگلستان را در کارنامهٔ خود دارد. وی در تاریخ ۹ مارس ۱۹۹۴ نخستین بازی ملی خود را در مقابل تیم ملی فوتبال دانمارک انجام داد و با حضور در ۳۰ بازی ملی، در تاریخ ۱۰ نوامبر ۲۰۰۱ واپسین بازی ملی‌اش را در برابر تیم ملی فوتبال سوئد برگزار کرد.
این بازیکن توانسته در بازی‌های ملی، ۷ گل به ثمر برساند.